# Mohammed Makiya

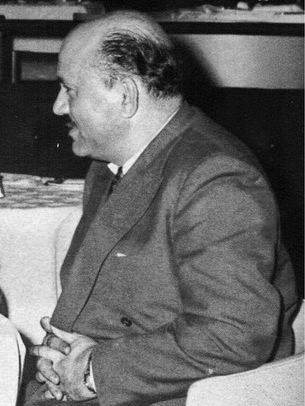
Mohamed Makiya

Mohammed Saleh Makiya (arabisch محمد صالح مكية, DMG Muḥammad Ṣāliḥ Makkiya; * 14. Januar 1914 in Bagdad, damals Osmanisches Reich; † 19. Juli 2015 in London) war ein irakischer Architekt und Städteplaner.

## Ausbildung und Karriere
Nach dem Besuch der Oberschule in Bagdad studierte Makiya an der Liverpool School of Architecture (Abschluss 1941: BArch), der Liverpool University (Abschluss 1942: Diplom in Bauingenieurwesen) und am King’s College in Cambridge (Abschluss 1946: PhD). 1946 kehrte er nach Bagdad zurück und gründete sein eigenes Architekturbüro Makiya Associates. Von 1947 bis 1953 arbeitete er als Architekt und Stadtplaner im Stadtbauamt Bagdad. 1956 war er Fulbright-Stipendiat in den USA. Nach seiner Rückkehr gründete er 1959 die erste Fakultät für Architektur im Irak am College of Engineering an der Universität Bagdad, deren Dekan er bis 1968 blieb. In den späten 1960er Jahren verließ er die Universität und widmete sich fortan ausschließlich dem Ausbau seines eigenen Architekturbüros. 1967 eröffnete er eine Filiale in Manama, Bahrain, wohin er später seinen Hauptsitz verlegte. 1971 eröffnete er eine weitere Niederlassung in Maskat, Oman. 1974 kam das Büro in London hinzu, dem weitere Niederlassungen in Kuwait, Doha, Abu Dhabi und Dubai folgten. 1975 trat sein Sohn Kanan Makiya (* 1949 in Bagdad) in das Londoner Büro der Firma ein.

## Werk
In den 1950er Jahren entwarf er zunächst ausschließlich Wohnhäuser und Geschäftsgebäude; dabei wurde er sich des reichen Erbes irakischer Architektur bewusst. Sein erster bedeutender Sakralbau war die kleine al-Chulafā'-Moschee in Bagdad (1960–1963). Ab den frühen 1970er Jahren widmete er sich der Stadtentwicklung von Maskat und der Restaurierung der dortigen alten Bausubstanz. Er war der Architekt für die Abu-Bakir-al-Siddiq-Moschee in Doha (Fertigstellung 1978) und der Großen Moschee Kuwait (1976–1986), sein bis dahin größtes Bauwerk. Vom früheren irakischen Staatspräsidenten Saddam Hussein wurde er 1982 mit dem Entwurf der monumentalen Bagdader Staatsmoschee, die 30.000 Gläubigen Platz bieten sollte, und 1984 mit dem Entwurf eines Zeremonienplatzes in Saddams Geburtsstadt Tikrit betraut. Beide Projekte wurden nie realisiert. 1993 erhielt er schließlich – zusammen mit Quad Design – den Auftrag zur Errichtung der Großen Sultan-Qabus-Moschee in Oman.

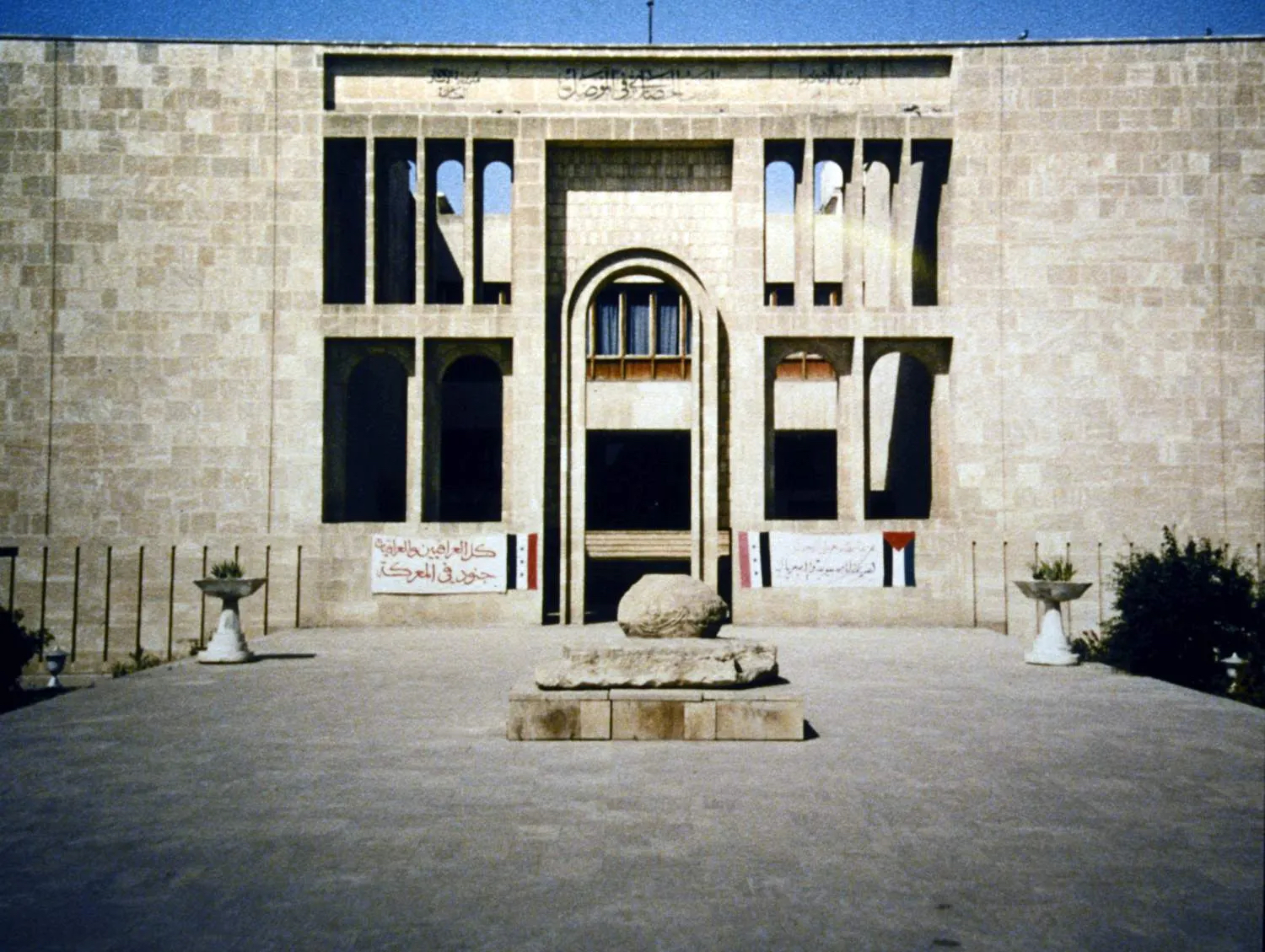
Kulturelles Museum Mossul von 1969–74 (Ansicht 1980)

## Werke (Auswahl)
- 1958: Wohnhaus Al-Mansur in Bagdad
- 1961–63: al-Chulafā'-Moschee in Bagdad
- 1966: Theologische Fakultät in Bagdad
- 1967: Außenministerium in Bagdad
- 1968: Gebäude der Rafidain Bank in Kerbela (zerstört in den 1990er Jahren)
- 1969: Öffentliche Bibliothek in Kerbela
- 1969–74: Kulturelles Museum Mossul
- 1976–86: Große Moschee Kuwait